# Plenotocepheus colliger
Plenotocepheus colliger är en kvalsterart som först beskrevs av Hammer 1966.  Plenotocepheus colliger ingår i släktet Plenotocepheus och familjen Tetracondylidae. Inga underarter finns listade i Catalogue of Life.